# Demokrati och medborgarskap
Demokrati och medborgarskap är titeln på SOU 1999:77. Utredningen analyserar den svenska folkstyrelsens förutsättningar inför 2000-talet, vilket sker mot bakgrund av globaliseringen, EU-medlemskapet, förändringar i media, folkrörelsernas förändring och det sjunkande valdeltagandet. Medverkar i boken gör Peter Aronsson, Ingemar Elander, Kerstin Jacobsson, Rolf Lidskog, Bo Lundensjö, Lennart Lundquist, Maria Oskarsson, Rune Premfors, Birte Siim samt Stefan Szucs.